# Rosello
Rosello är en ort och kommun i provinsen Chieti i regionen Abruzzo i Italien. Kommunen hade 224 invånare (2018).